# ذي الحجاج (ذي السفال)

تعديل مصدري - تعديل

ذي الحجاج هي إحدى قرى عزلة ذي الحود ومعاين بمديرية ذي السفال التابعة لمحافظة إب، بلغ تعداد سكانها 296 نسمة حسب تعداد اليمن لعام 2004.